# Patinage artistique
Pour les articles homonymes, voir Patinage artistique sur roulettes.
Le patinage artistique est un sport et une discipline artistique exécutés sur la glace, synthétique, artificielle ou naturelle qui développent les qualités physiques et la sensibilité artistique. Il se pratique avec des patins à glace.
Ce sport est particulièrement populaire en Amérique du Nord, en Europe et en Asie, notamment au Japon. La Russie compte de nombreuses patineuses dans ses rangs.

## Étymologie
Le mot « patin » vient du grec ancien πατέω / patéô, « marcher ». Le mot anglais skate vient du néerlandais schaats, qui veut dire « os de la jambe ». Le patin est un type de chaussure permettant de se déplacer en glissant sur la glace.

## Historique
Le patinage artistique devient une distraction pour l'aristocratie européenne vers le XIXe siècle. Les personnes dites "nobles" aimaient à se promener sur les lacs gelés, les canaux de Versailles ou même l'étang de la glacière de Gentilly situé en Ile-de-France.
Ce sport a connu une première révolution en 1850 grâce à Edward Bushnell qui invente les premiers patins à lame d'acier. En 1860, Jackson Haines, un maître de ballet américain, intègre des éléments de danse classique dans ce sport. L'aristocratie est conquise par le patinage.
Lors des premières compétitions de vitesse en 1879, seuls les hommes y participent car les femmes en sont exclues. En revanche, le patinage artistique reste pendant longtemps la seule compétition autorisée aux femmes.

Sous la pression des scandinaves, Pierre de Coubertin accepte l'intégration du patinage artistique dans les disciplines olympiques. C'est ainsi que les premières épreuves se déroulent en 1908 à Londres. 

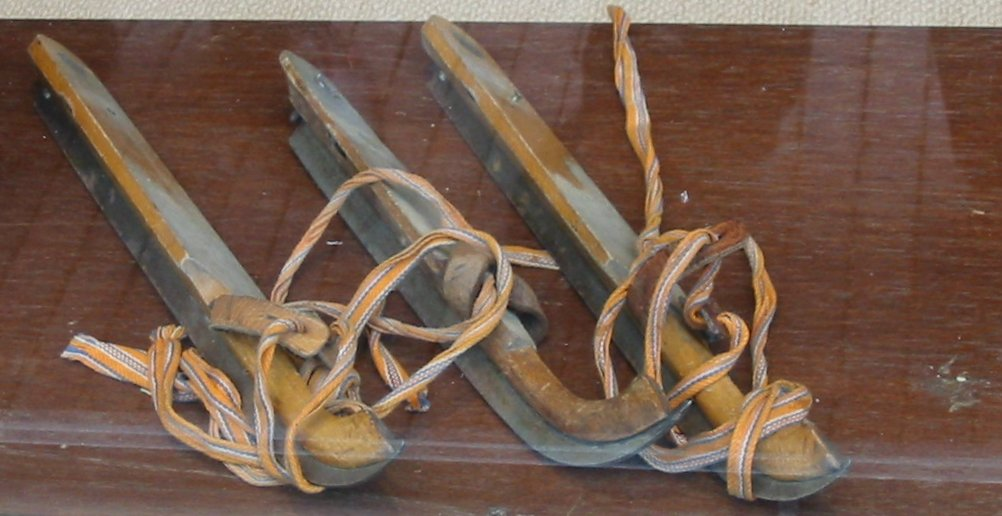
Premiers patins hollandais

Les premiers patins à glace sont constitués d'os, de bœuf ou d'autres animaux, en lame mince et polie. Ils sont utilisés comme moyen de locomotion. Les premières lames en acier font leur apparition et permettent au patinage de devenir un véritable divertissement, comme en témoigne la peinture hollandaise. 

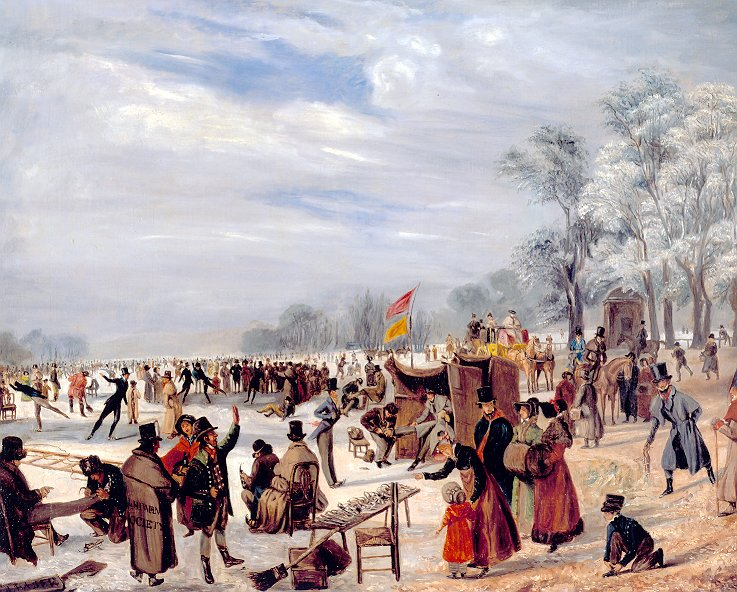
Scène de patinage en Hollande

1813 : publication à Paris de l’ouvrage de Jean Garcin : « Le vrai patineur ou les principes sur l’art de patiner avec grâce », qui pose les premières bases du patinage dit « artistique ».
1879 : la première édition des championnats de Grande-Bretagne de patinage artistique se tient le 8 décembre.
1882 : à l’occasion de la première compétition de patinage artistique à Vienne, le patineur Norvégien Axel Paulsen invente la figure de l’axel.

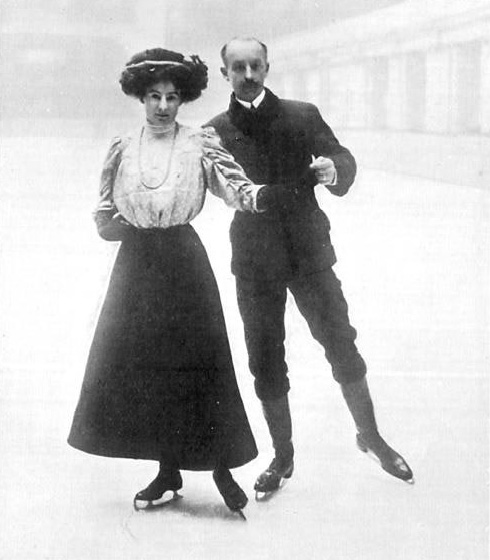
Le couple britannique Edgar et Madge Syers, Jeux olympiques 1908

1891 : première édition des championnats d’Europe de patinage artistique et de patinage de vitesse à Hambourg.
1892 : fondation de l'Union internationale de patinage (UIP), également appelée ISU (International Skating Union), en juillet. À l'invitation des Pays-Bas, 15 délégués des pays européens se réunissent à Schéveningue pour définir les règles de ce sport.
Paris attendra jusqu'à cette date avant de se doter d'une patinoire artificielle : le « Pôle Nord ».
1894 : le Canada rejoint les rangs de l'Union internationale de patinage.
9-10 février 1896 : première édition des championnats du monde de patinage artistique à Saint-Pétersbourg.
1898 : le Suédois Ulrich Salchow reste dans les mémoires avec la figure qui porte son nom, le « Salchow ».
1902 : en l'absence de clause excluant les femmes, première participation au championnat du monde de Madge Syers, qui se classe seconde.
1903 : l'ISU exclut les femmes et leur organise un championnat féminin séparé.
1906 : organisation de la première épreuve féminine aux championnats du monde.
1908 : les couples apparaissent en compétition à l'occasion des débuts olympiques du patinage artistique.
La grande figure du patinage de l'entre-deux-guerres est une femme, Sonja Henie (trois titres olympiques et dix fois championne du monde) qui révolutionne la discipline.
1950 : début de la danse sur glace en compétition officielle aux championnats du monde de Londres.
1976 : début officiel de la danse sur glace aux Jeux olympiques à Innsbruck, Autriche.
1986 : naissance de Patinage Magazine, le seul magazine français consacré au patinage artistique.
1995-1996 : lancement du Grand Prix ISU.
1999 : création des premiers championnats des quatre continents pour l'Amérique, l'Asie, l'Afrique et l'Océanie.
2000 : premier championnat du monde de patinage synchronisé à Minneapolis, États-Unis.
2002 : scandale lors de la compétition en couple des Jeux olympiques de Salt Lake City. Deux médailles d'or attribuées pour la première fois de l'histoire du patinage olympique aux couples Salé/Pelletier (CAN) et Berezhnaya/Sikharulidze (RUS). Cet événement accélère la mise en place d'un nouveau système de pointage jusqu'alors en ébauche.
2003 : test du nouveau système de pointage CoP pour les compétitions du Grand Prix ISU seniors.

## Équipement

### Patins

Lames de patins - carre dehors, carre dedans

- Il existe différents types de lame pour chaque type de patinage. La lame de style libre, dotée de pointes (toepicks) larges, est plus profonde, permettant une meilleure accélération. Les lames de figures, contrairement à celles de style libre, comportent de petits pics et sont moins profondes afin de favoriser une meilleure glisse. Ces dernières ne sont plus beaucoup utilisées en raison du retrait des figures imposées. La lame de danse, plus courte, permet des rapprochements de pas avec le partenaire et améliore les virages. On trouve également la lame de patinage synchronisé qui a également une lame courte mais évite le contact possible avec le partenaire. Enfin, la lame hybride qui est une lame conçue pour des usages multidisciplinaires. Lames de patins - carre dehors, carre dedansLa lame de patinage est courbée de l'avant vers l'arrière, créant ainsi un arc de cercle dont le rayon principal, appelé berceau, varie entre 1,83 mm et 2,94 mm. Des lames paraboliques ont été conçues pour augmenter la stabilité du patineur sur la glace. La lame a aussi une coulisse/un creux au centre sur sa longueur ; un creux sur le dessous de la lame la divise en deux carres distinctes, extérieure (dehors) et intérieure (dedans). L'aisance et la facilité, associées à la puissance de poussée et de glisse qui caractérisent le haut niveau proviennent de l'utilisation de ces carres qui génèrent de la vitesse à moindre effort.
- Les patins de patinage artistique diffèrent des patins de hockey par le nombre de dents de pointe (improprement appelées griffes), de forme et de dimensions variées, notamment à l'avant de la lame. Les dents sont utilisées principalement pour les sauts et ne devraient pas l'être durant les poussées ou les pirouettes. La conception des dents a beaucoup évolué au cours des dernières années. Elle inclut une rangée de dents additionnelles sur chaque côté de la lame, appelées K-Pick et inventées par Pieter Kollen.
- Les bottines de patinage sont fabriquées traditionnellement à la main à partir de plusieurs couches de cuir. Depuis quelques années, les bottines conçues à partir de matériaux synthétiques se moulant à la chaleur sont devenues très populaires chez les patineurs. Combinant solidité et légèreté, ces bottes sont plus faciles à « casser ». Les derniers développements en matière de chaussures reposent sur l'utilisation d'une bottine articulée à la cheville (modèle Proflex conçu par la compagnie Jackson Ultima), procurant un support latéral tout en permettant davantage de flexibilité et d'amplitude de mouvement. Les lames sont montées sur la semelle et fixées sur la plaquette avant et sur la plaquette arrière par des vis. Les patineurs de haut niveau utilisent des patins faits sur mesure par des spécialistes de renommée mondiale.
- Des protège-lames sont installés sur les lames et permettent au patineur de marcher avec ses patins en dehors de la glace. Ils protègent la lame de la poussière et de l'usure sur la surface du plancher qui pourrait abîmer l'aiguisage ou faire des encoches.
- Des protège-lames en linge (parfois appelés pantoufles ou crevettes) sont utilisés après les entraînements pour absorber la condensation et protéger les lames de la rouille.Patinage artistique

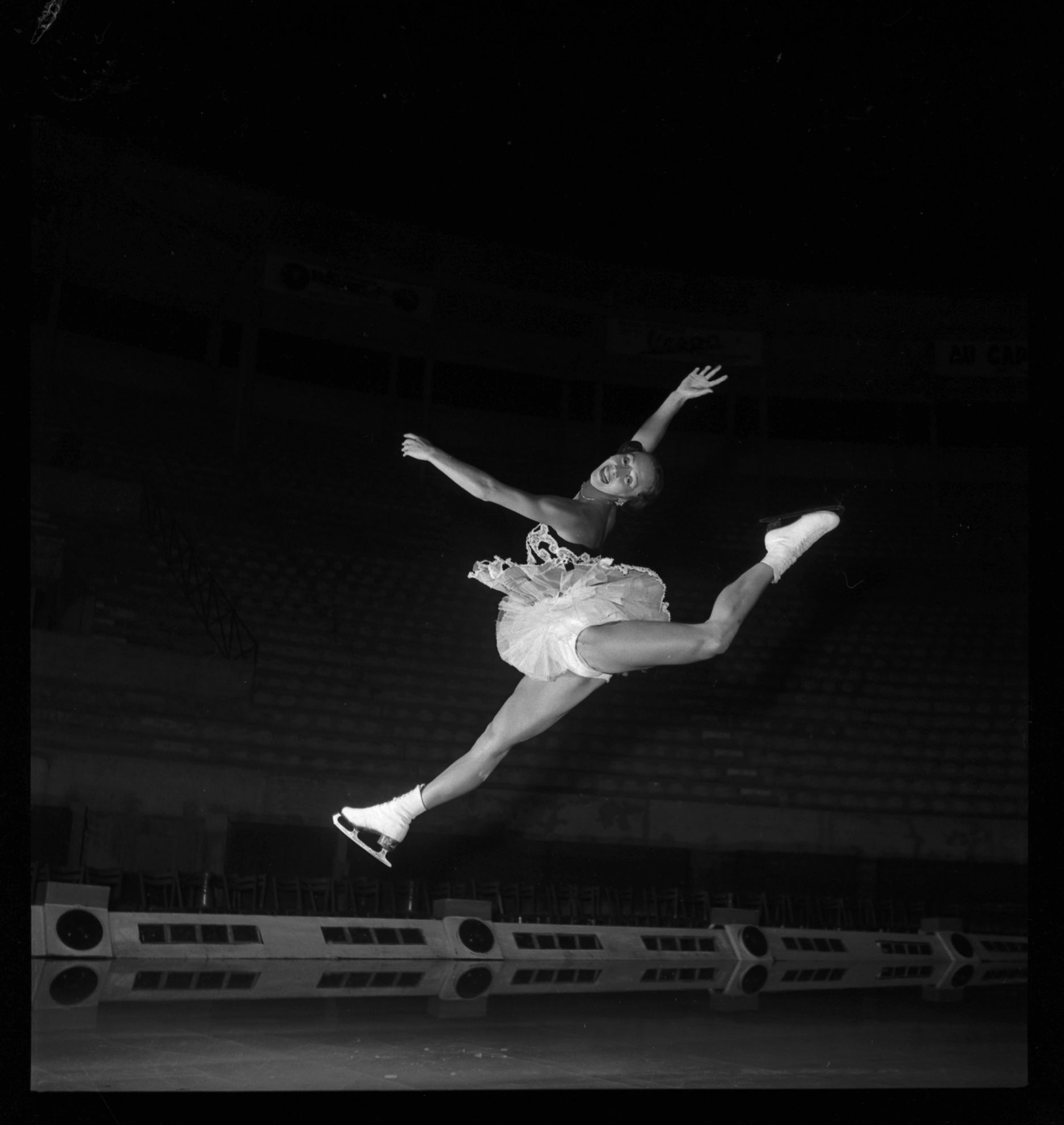
Patinage artistique

### Costumes
La dimension artistique doit impérativement ressortir avec le choix vestimentaire. Les vêtements sont soumis à une réglementation et peut changer selon la discipline et le sexe du patineur.
- Les coussins fessiers (pads) sont des pièces d'équipement utilisées en patinage. Ces rembourrages sont placés à l'intérieur des collants ou des pantalons afin d'amortir l'impact des chutes durant la période d'apprentissage de nouveaux sauts.
- L'habillement est varié : pantalons, jupes, collants, robes, vêtements une-pièce, pirouettes, tous extensibles afin d'épouser les lignes du patineur et permettre toute l'amplitude de mouvement.
- Lors des compétitions, les vêtements doivent être sportifs et de bon goût, les costumes de type théâtral sont proscrits et peuvent entraîner une déduction de points[3]. De nos jours, le choix des tenues, bien que de plus en plus originales, n’entraînent plus de déduction de points ; les compétitrices en épreuve individuelle peuvent porter des pantalons depuis la saison 2005 - 2006 et le retrait de la « règle Katarina »[4]. Les formes et les couleurs sont libres de choix et des éléments flottants peuvent être ajoutés. Malgré cela, les tunique jugées trop découvertes entraîneront une déduction de points.
- Certaines patinoires possèdent un harnais afin d'aider les patineurs à apprendre de nouveaux sauts dans un environnement sécurisé. L'entraîneur assiste le saut du patineur en le soulevant de terre à l'aide d'un système de poulies (fixé au plafond ou à l'aide d'un harnais mobile).(à noter qu’il existe également des harnais attachés à une perche tenue par le professeur)

## Patinoires et glaces

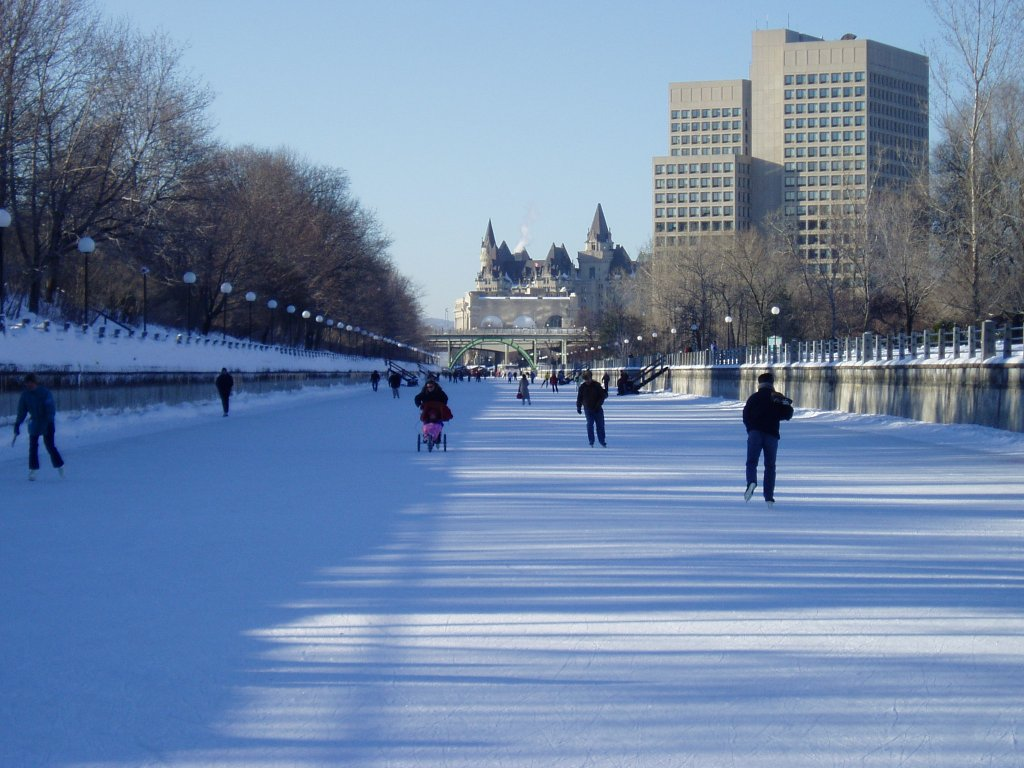
Canal Rideau à Ottawa

Les premières patinoires furent naturellement les étangs et les rivières. La préparation de la surface était parfois difficile et soumises aux conditions météorologiques, ce qui explique les débuts du patinage dans les régions plus adaptées à la formation de glace de qualité. Dans les annales de 1844 du club de Philadelphie, on peut y lire que l'équipement de sauvetage devait être présent sur les sites présentant des trous dans la glace. Au Canada, le problème n'était pas l'épaisseur de la glace mais plutôt la neige qui encombrait les surfaces. La patinoire synthétique représente aujourd'hui une réelle alternative aux patinoires traditionnelles. Avec une patinoire synthétique, les patineurs bénéficient d'un meilleure préparation, autant physique que technique. C'est la raison pour laquelle de nombreux patineurs professionnels et amateurs choisissent cette manière pour leur centre d'entrainement, pratique réelle de shows et événement[pas clair]. En 1860, fut inaugurée en grande pompe la première patinoire au monde. Le Glacarium, la première patinoire avec surface artificielle, vit le jour à Londres en 1876, à Chelsea. La création d'autres patinoires s'avérait crucial pour l'expansion de ce sport.
- Le plus gros stade jamais construit se situe à Tokyo, Japon (1960). Superficie : 4 000 mètres2.
- La plus grande surface glacée au monde se trouve au Japon (1967). Superficie : 15 400 mètres2.

De nos jours, on trouve des patinoires non seulement au Canada, aux États-Unis, en Suède ou dans d'autres pays adeptes du hockey ou du patinage, mais aussi en Espagne ou en Afrique (Côte d'Ivoire).

## Compétitions
Il existe de nombreuses compétitions dont les championnats nationaux, mais également les compétitions internationales généralement sous l'égide de l'ISU, dont les Grand Prix ISU, les championnats d'Europe, des Quatre Continents, du monde et les Jeux olympiques.
Les compétitions comprennent quatre disciplines :
- patinage individuel pour dames
- patinage individuel pour hommes
- patinage en couple (aux sauts s'ajoutent, entre autres, les portés, les spirales ou encore les twists)
- danse sur glace, réalisée en couple, elle se distingue du patinage en couple par l'absence de sauts et le respect des rythmes de danses classiques comme la valse, le tango, etc.).

Le patinage artistique comprends également deux autres disciplines :
- patinage synchronisé, réalisé en équipe de 12 à 16 patineuse(eur)s qui peuvent être mixtes. Les équipes vont performer des cercles, des lignes, des intersections, des portés... Bien que la discipline soit reconnue par l'ISU les compétitions sont organisé séparément des quatre disciplines cités plus haut.
- ballet sur glace, qui se centre sur le potentiel théatral et artistique du patinage. Les costumes, décors ou accessoires sont autorisés durant les compétitions permettent d'exploiter ce potentiel. Cette discipline n'est cependant pas reconnue par l'ISU et n’est pas une discipline olympique

Les épreuves de chacune de ces disciplines sont séparées en deux parties: le programme court qui dure de 2 min 30 s à 2 min 50 s et inclut certains éléments obligatoires, et le programme libre qui dure de 4 min à 4 min 30 s, avec une chorégraphie libre. La somme des scores de ces deux programmes donne le score total à partir duquel sont établis le classement final et le podium. Lors des compétitions les plus importantes, comme les championnats du monde, une première sélection est réalisée après le programme court et seuls les meilleurs participent ensuite au programme libre.

### Notation
L'« ancien » système de jugement mis en place en 1905, nommé 6.0, ayant essuyé de nombreuses critiques, notamment lors du scandale des Jeux olympiques d'hiver de 2002, un nouveau système de jugement nommé CoP (Code of Points) a été mis en place pour toutes les compétitions ISU à la saison 2004-2009 et utilisé lors des Jeux olympiques d'hiver de Turin en 2006.
Pour obtenir la meilleure note, les participants doivent présenter une scène artistique et accumuler des figures techniques.
Les juges prennent en compte les éléments techniques ainsi que la chorégraphique, la qualité du patinage, l'originalité et l'aspect artistique de la scène.
La note artistique est notée sur 10 et pour la note technique, chaque élément a un nombre de points attribué. On peut ajouter des GOE postitifs ou négatifs selon la qualité de l’exécution.

## Figures

### Sauts
- Les sauts de carre
  - Le saut de valse > non comptabilisé en compétition
  - L'axel (A). 
  - Le boucle, (ce nom sert aussi pour les pas mais ce n'est pas la même chose) ou Rittberger ( terme de moins en moins utilisé) (Lo) 
  - Le salchow (S) 
  - Le saut de Torren (départ de boucle arrivé en dedans sur pied gauche)
- Les sauts piqués
  - Le lutz (Lu) 
  - Le boucle piqué (Tq) 
  - Le flip (F)
- Une combinaison de sauts est un enchaînement de deux ou trois sauts consécutifs, avec prise d'appel du deuxième saut sur la carre de réception du premier saut et ainsi de suite. On peut combiner le premier saut avec un saut de boucle, ou avec un boucle piqué.
- Une séquence de sauts est un enchaînement de sauts comprenant un premier saut suivit d’un saut de type axel. Il ne peut y avoir plus de 360 degrés de rotation entre l'atterrissage du premier saut et l'appel du deuxième saut pour que la séquence soit valable. Les croisés, mocs et virages 3 sont interdits.
- Les mouvements de sauts sont des « petits » sauts, non considérés comme éléments, mais plutôt comme des mouvements de liaison :
  - Sauts écartés (demi-flip écarté, flip écarté)
  - Saut à la russe (russian split)
  - Saut de biche (stag)
  - Walley
  - Tour jeté (improprement appelé "feuille qui tombe", calque de l'anglais "falling leaf")
  - Saut de lapin / pas de géant
  - Saut de trois/ saut de valse

### Pirouettes
- Les trois pirouettes de base :
  - La pirouette debout (incluant la cambrée)
  - La pirouette assise
  - La pirouette allongée ou pirouette arabesque
- Les pirouettes sautées
  - Toute pirouette incluant un saut
  - Différent des pirouettes incluant un saut durant l'exécution de la pirouette
- Les pirouettes combinées incluent au minimum les trois positions de bases (debout/cambré, allongé, assise). On peut y ajouter des variations, des sorties difficiles, des saut pour y ajouter des niveaux.
- La pirouette une position n’inclue qu’une de ces trois variations. Elles varient selon le règlement de l’année. On peut y ajouter des variations, des sorties difficiles, des saut pour y ajouter des niveaux.

### Pas et retournements
- Les retournements simples
  - Le trois
  - Le double-trois
- Les retournement difficiles
  - Le Bracket (accolade)
  - Le mohawk
  - Le choctaw
  - Le rocker (contre-accolade)
  - Le contre-rocking(counter)
  - La boucle
  - Le twizzle
- Les pas
  - Le croisé
  - Le chassé
  - Le roulé
  - Le progressif
  - Le pas de valse

### Attitudes et mouvements de transition
- La fente/La fente cambrée

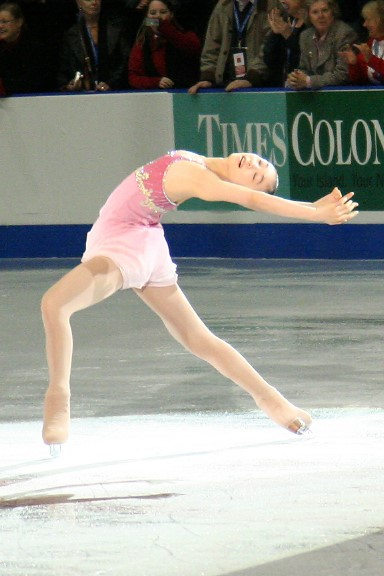
Kim Yuna réalisant un Ina Bauer, à Skate Canada 2006.

- La fente électrique (popularisée par Ivan Lopchenko)
- L'arabesque
- La fenêtre
- Le tir au canard/la chaise
- La royale
- L'aigle-royal
- Le Besti-squat
- La fente Ina Bauer
- La dedans Giletti ou cygne
- La Biellman
- Le Y/Le Y inversé
- La canadienne
- L'hydroblade, ou « araignée » (positions exécutées sur une carre profonde avec le corps le plus près  possible de la glace dans le plan horizontal).

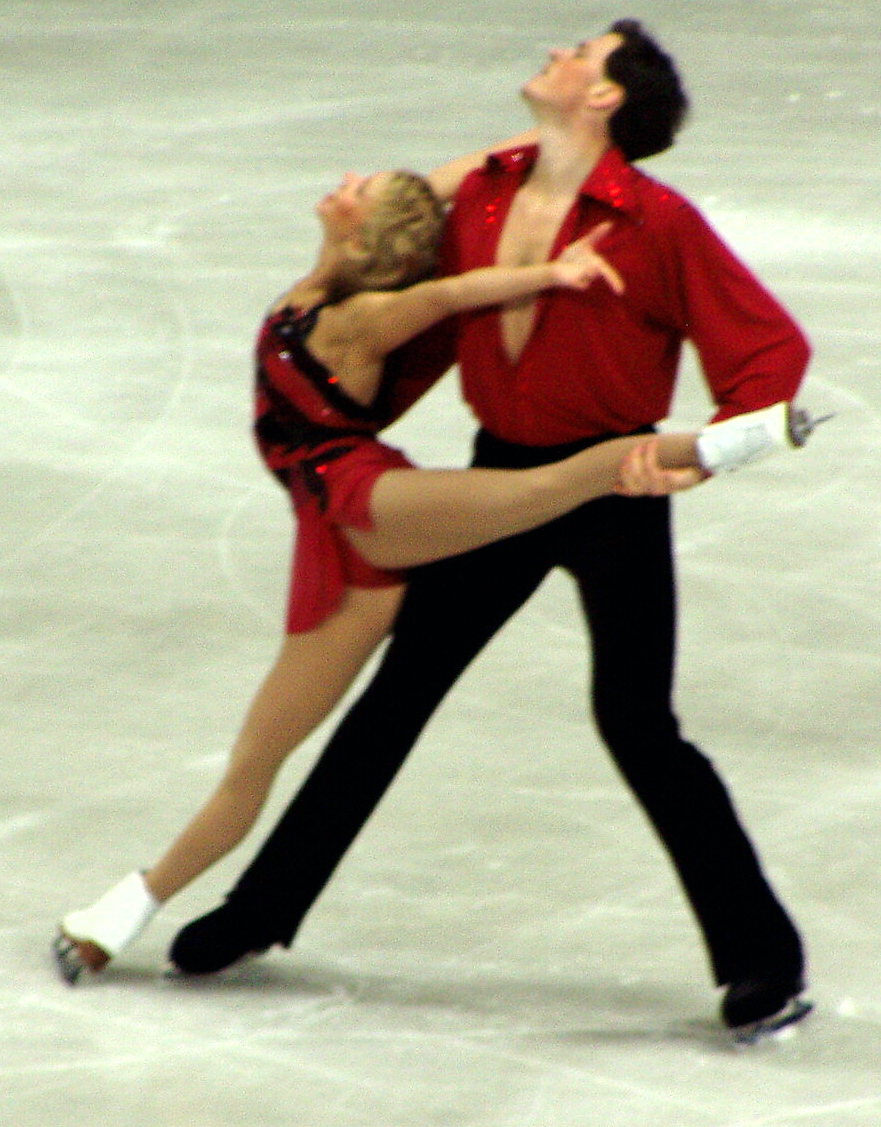
Tatiana Totmianina et Maksim Marinin (Russie).

### Portés ou levées
L'ISU a regroupé les types de portés ou levées en cinq différents groupes, selon le niveau de difficulté :
- Groupe 1 – Portés/levées avec prise sous les bras
- Groupe 2 – Portés/levées par la taille
- Groupe 3 – Portés/levées par la hanche
- Groupe 4 – Portés/levées main dans la main
- Groupe 5 – Portés/levées lasso main dans la main

### Spirales
Le partenaire exécute un pivot tout en tenant sa partenaire qui tourne autour de lui. Il existe plusieurs figures spiralées en couple, dont quatre spirales « classiques », popularisées par le couple russe des Protopopov. Ces figures sont classées ici par ordre de difficulté :
- avant intérieure = spirale de la vie ;
- arrière intérieure = spirale cosmique ;
- arrière extérieure = spirale de la mort ;
- avant extérieure = spirale de l'amour.

## Athlètes marquants

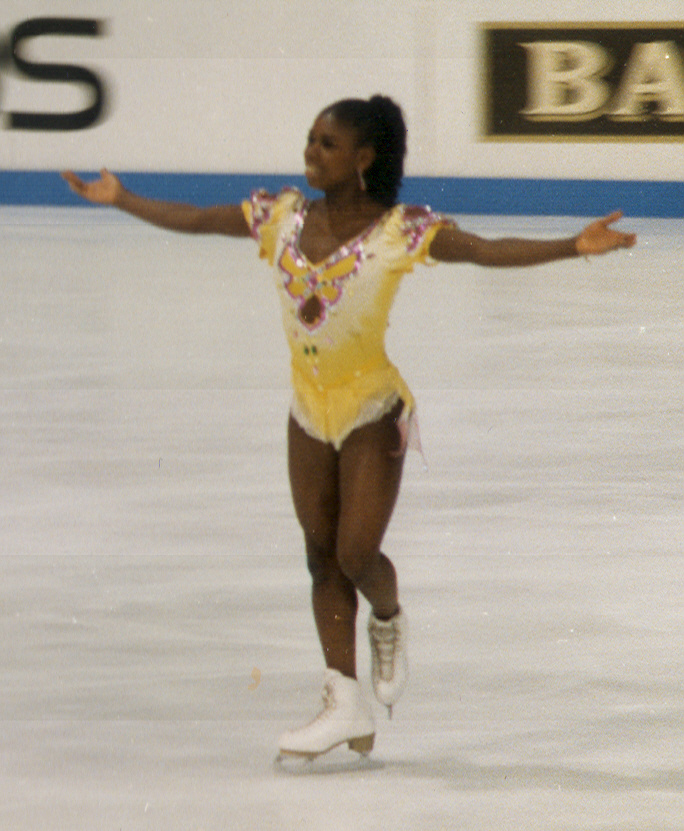
Surya Bonaly (France), vice-championne du monde en 1993, 1994 et 1995.
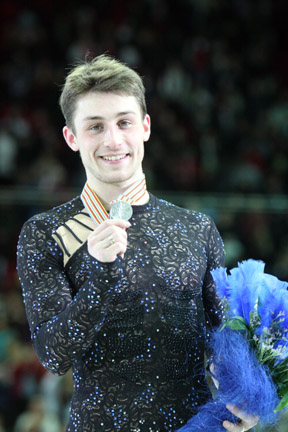
Brian Joubert (France), champion du monde en 2007.
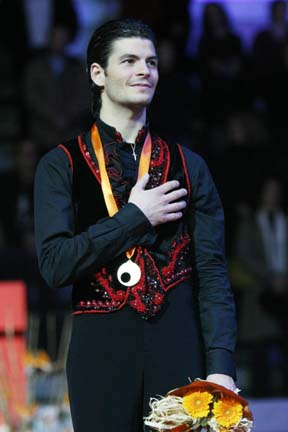
Stéphane Lambiel (Suisse), vice-champion olympique en 2006, champion du monde en 2005 et 2006.
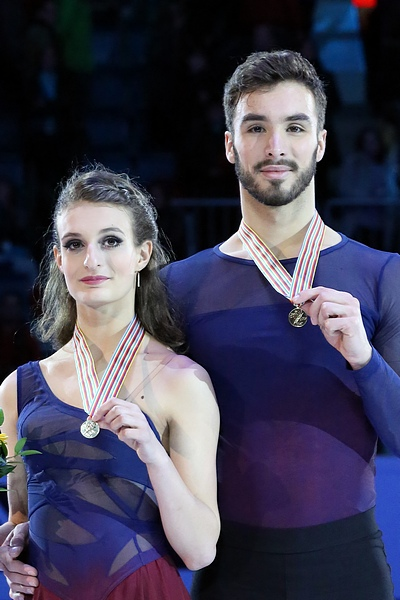
Gabriella Papadakis et Guillaume Cizeron (France), champions olympiques en 2022, champions du monde en 2015, 2016, 2018, 2019 et 2022.

## Palmarès
- des Jeux olympiques d'hiver
- des championnats du monde
- des championnats du monde juniors
- des championnats d'Europe
- des championnats des quatre continents
- des championnats d'Allemagne
- des championnats du Canada
- des championnats de Chine
- des championnats des États-Unis
- des championnats de France
- des championnats de Grande-Bretagne
- des championnats d'Italie
- des championnats du Japon
- des championnats de Russie